# Cadillac Seville (1975–1979)
Der Cadillac Seville der Modelljahre 1975 bis 1979 ist eine nach US-amerikanischem Verständnis mittelgroße luxuriöse Limousine, die der Automobilkonzern General Motors unter der Marke Cadillac verkaufte. Der auf der konzerneigenen X-Plattform basierende Seville war der kleinste Cadillac seit Ende des Zweiten Weltkriegs. Er war eine Reaktion auf den Erfolg der teuren Importmodelle von Mercedes-Benz und BMW. Während er außerhalb der USA ein Außenseiter blieb, verkaufte sich der Seville auf dem heimatlichen Markt gut. Er war konzeptionell und stilistisch einflussreich. General Motors’ Konkurrenten Ford und Chrysler zogen mit ähnlichen Modellen nach. Eine im Iran gebaute Version des Seville hieß Cadillac Iran oder Cadillac Civil. Bis 2004 brachte Cadillac noch vier weitere Generationen des Seville auf den Markt.

## Entstehungsgeschichte

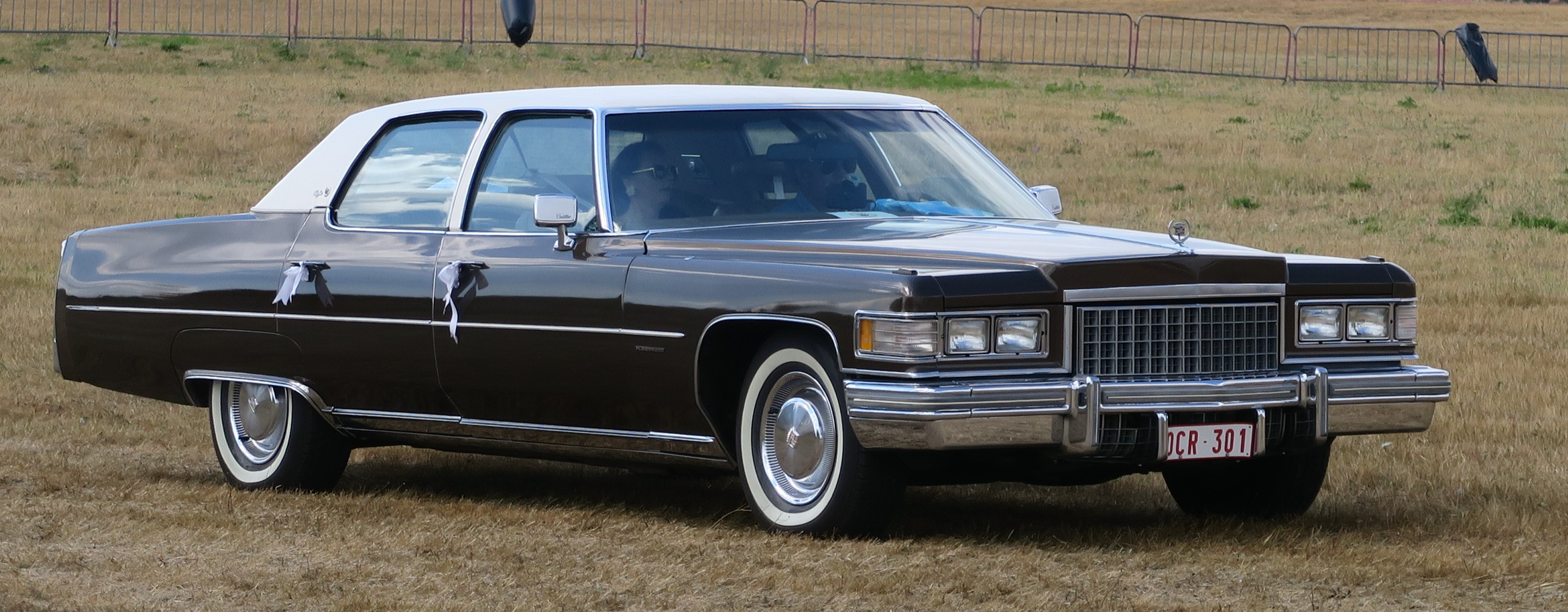
Günstiger als der Seville, aber größer: Cadillacs Standardmodell Sixty Special (1976)

Die General-Motors-Marke Cadillac, die seit den 1960er-Jahren mit dem Slogan Standard of the World warb, produzierte in der Nachkriegszeit ausschließlich Full-Size-Modelle, die zu den größten und am stärksten motorisierten Personenwagen der USA gehörten. Internationale Konkurrenz gab es in diesem Größensegment nicht. Erst mit Ausbruch der Ersten Ölkrise 1973 und dem damit verbundenen starken Anstieg der Kraftstoffpreise begann die amerikanische Oberschicht, ein breites Interesse für kleinere und verbrauchsgünstige, aber hochwertige Luxusfahrzeuge aus Europa zu entwickeln. Binnen kurzer Zeit erzielten Importfahrzeuge wie der Mercedes-Benz „Strich Acht“ und der BMW 2500 oder 2800 große Erfolge in den USA.
Amerikanische Hersteller hatten dem zunächst nichts entgegenzusetzen. General Motors erkannte als Erster der großen drei amerikanischen Automobilkonzerne einen potentiellen Markt für kleinere Luxusmodelle der eigenen Marken. Anfänglich wurde erwogen, den deutschen Opel Diplomat B, der in seiner höchsten Ausstattungsstufe von einem Chevrolet-Achtzylindermotor angetrieben wurde, im Wege des Badge Engineering in den USA als Cadillac zu vermarkten. Aus wirtschaftlichen Gründen gab Cadillac diese Idee frühzeitig auf: Wegen der geringen Fertigungstoleranzen der deutschen Konstruktion hätte der Diplomat nicht ohne Weiteres in den USA hergestellt werden können; da er außerdem keine Gleichteile mit Autos US-amerikanischer Produktion hatte, wäre der kostenintensive Neuaufbau der Teileversorgung in den USA notwendig gewesen. Stattdessen fiel die Entscheidung, den kleinen Cadillac von der hauseigenen X-Plattform abzuleiten, die seit 1968 in amerikanischen Mittelklasse-Fahrzeugen zum Einsatz kam. Die technisch anspruchslose X-Plattform wurde für den Cadillac in K-Plattform umbenannt. Die X- bzw. K-Plattform war – wie seinerzeit in den USA üblich – auf Hinterradantrieb ausgelegt. Obwohl Cadillac mit dem Eldorado ein erfolgreiches, hochpreisiges Auto mit Frontantrieb im Programm hatte, war der Frontantrieb keine Option für die erste Seville-Generation: General Motors’ Fertigungskapazitäten reichten zu dieser Zeit noch nicht aus, um Frontantriebskomponenten für ein weiteres Modell zu produzieren.
Für die Entwicklung des Seville hatte Cadillac lediglich 16 Monate Zeit. Im Dezember 1973 erhielt das Projekt die grundsätzliche Freigabe des Managements, und bereits im Mai 1975 fand die Markteinführung statt.
Der Seville gehörte als erster Cadillac zur Klasse der Intermediates. Er war 50 cm kürzer und nahezu 450 kg leichter als die Full-Size-Modelle der DeVille- bzw. Fleetwood-Brougham-Baureihe und entsprach in seinen Dimensionen damit annähernd der US-Version der zeitgenössischen S-Klasse von Mercedes-Benz. Zugleich war er hochwertiger ausgestattet als die regulären DeVilles; das Ausstattungsniveau de Seville entsprach etwa dem des Personal Luxury Coupés Eldorado. Die erste Seville-Generation blieb fünf Jahre im Programm. Zum Modelljahr 1980 ersetzte Cadillac den Wagen durch eine Neuauflage mit Frontantrieb.
Der erste Seville war bedeutsam für die Marke Cadillac. Er zeigte, dass sich kleinere, luxuriös ausgestattete Autos aus amerikanischer Produktion gut verkaufen ließen und bereiteten damit den Downsizing-Prozess vor, den Cadillac 1977 mit den Volumenmodellen der DeVille- und Fleetwood-Brougham-Reihe vollzog.

## Modellbezeichnung
Anfänglich hatte General Motors erwogen, für den neuen kleinen Luxuswagen die Bezeichnung LaSalle wiederzubeleben, die von 1927 bis 1940 für eine Schwestermarke Cadillacs verwendet worden war. Das hätte allerdings historisch einen Bruch bedeutet, weil LaSalle traditionell preiswerte Schwestermodelle Cadillacs angeboten hatte, während der neue kleine Cadillac eines der teuersten Modelle der Marke werden sollte. Darüber hinaus wurde auf Marktforschungen verwiesen, nach denen LaSalle mit dem Image eines Verlierers verbunden sei. In Betracht wurde auch der Name „Leland“ gezogen, der auf Henry Leland, den Gründer Cadillacs, verweisen sollte. Dagegen sprach aber die starke Ähnlichkeit mit dem britischen Automobilhersteller British Leyland.
Stattdessen wurde der Begriff Seville gewählt, der sich auf die spanische Stadt Sevilla bezieht. Cadillac hatte ihn bereits von 1956 bis 1960 als Zusatzbezeichnung für die Eldorado-Baureihe genutzt: Als der 1953 eingeführte Eldorado, der anfänglich nur als zweitüriges Cabriolet erhältlich war, 1956 ein Hardtop-Coupé als geschlossene Ergänzung erhielt, wurde der offene Eldorado zum Eldorado Biarritz, während der geschlossene Zweitürer als Eldorado Seville verkauft wurde. Ab 1961 gab es keinen Eldorado Seville mehr.

## Modellbeschreibung

### Fahrwerk und Bodengruppe

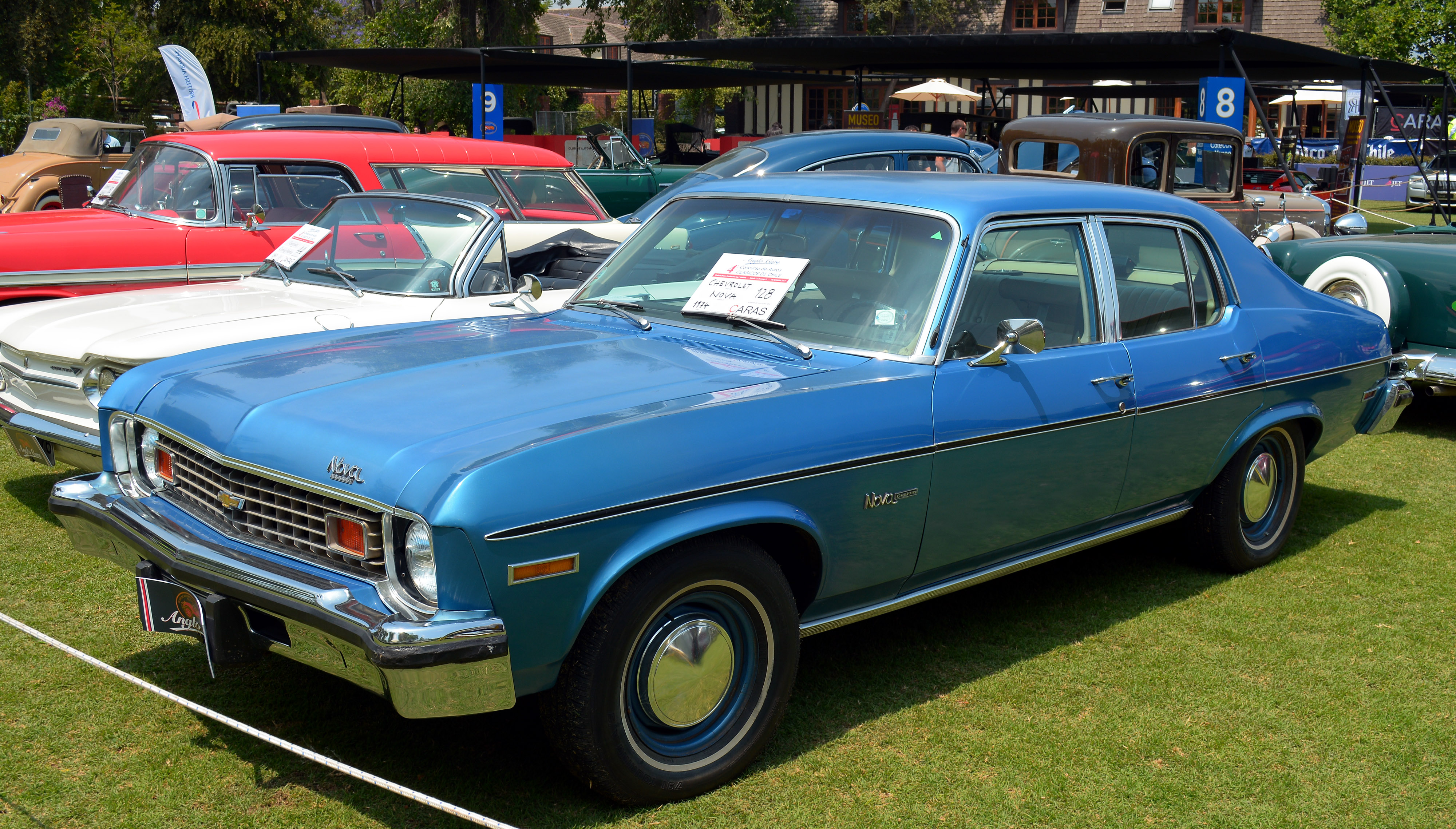
Technisch eng mit dem Cadillac Seville verwandt: Chevrolet Nova

Der Cadillac Seville hat – anders als die zeitgenössischen Full-Size-Cadillacs – eine selbsttragende Karosserie. Vorn und hinten sind Hilfsrahmen montiert. Der hintere Hilfsrahmen ist von General Motors’ X-Plattform abgeleitet und ähnelt deshalb der Konstruktion, die unter anderem beim Großserienmodell Chevrolet Nova verwendet wurde. Von der X-Plattform wurde auch die Grundkonstruktion der Bodengruppe übernommen, die für den Seville allerdings um 90 mm verlängert wurde.
Die vorderen Räder sind einzeln aufgehängt und haben Schraubenfedern; hinten gibt es eine Starrachse mit Blattfedern, die unverändert vom Chevrolet Nova übernommen wurde.
In den ersten beiden Produktionsjahren waren Scheibenbremsen nur an den Vorderrädern eingebaut, hinten hatte der Seville Trommelbremsen. Beginnend mit dem Modelljahr 1977 wurden alle Sevilles serienmäßig mit Scheibenbremsen an allen Rädern ausgestattet.

### Karosserie

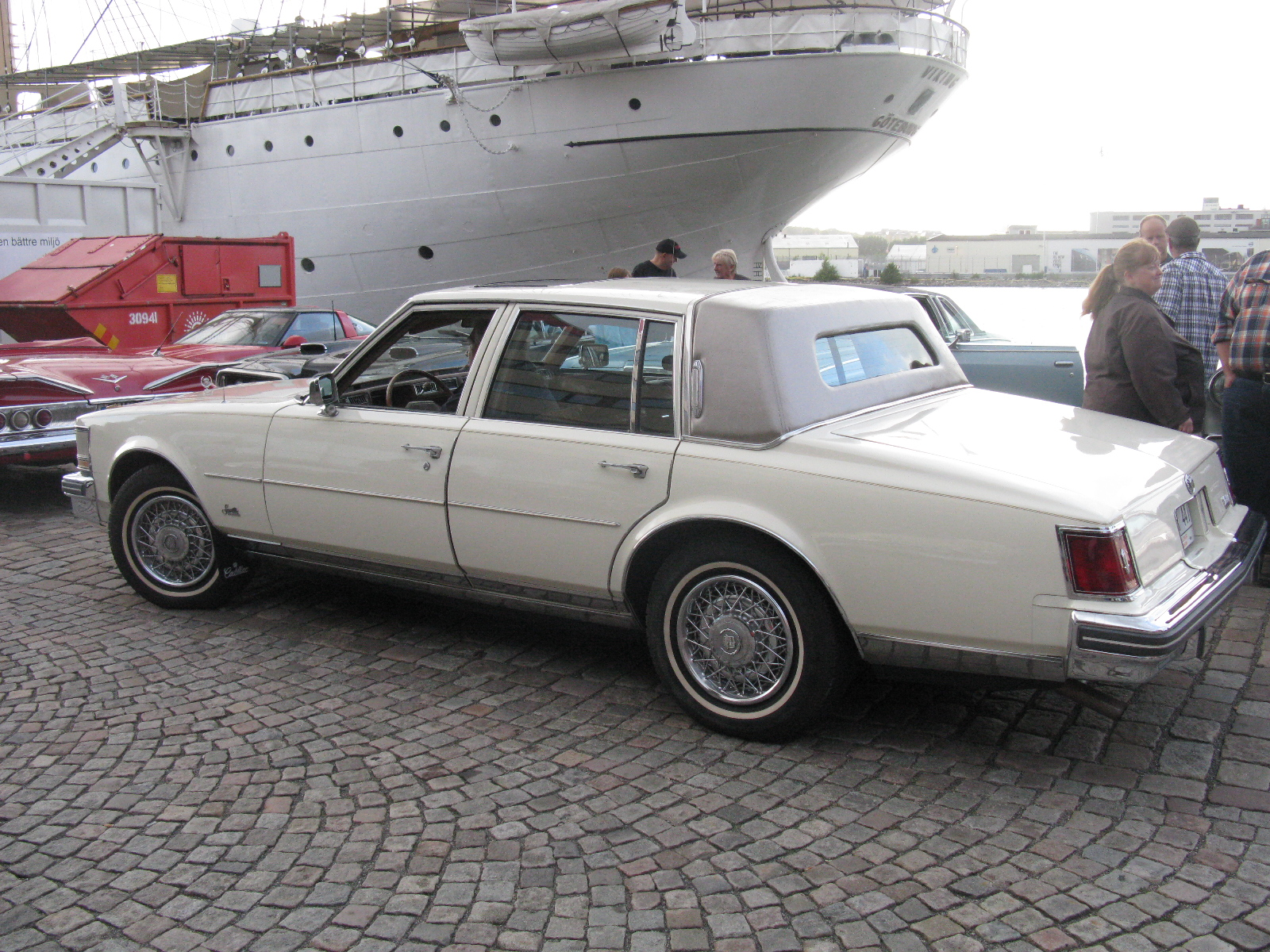
Glattflächiges Design und eckige Konturen

Die Karosserie des Cadillac Seville besteht aus Stahl. Die Bleche wurden bei der GM-Tochter Fisher in Detroit gepresst.
Der Karosserieentwurf wird üblicherweise dem GM-Designchef Bill Mitchell zugeschrieben. Sein tatsächlicher Beitrag beschränkte sich allerdings auf ein paar grundlegende Ideen. Die wesentlichen Detailarbeiten leistete Cadillacs Designteam unter der Leitung von Stanley F. Parker, dessen Entwurf sich frühzeitig gegen einen Schrägheck-Vorschlag von Wayne Kady durchgesetzt hatte.
Das Design des Seville hat keine Bezüge zu den zeitgenössischen Full-Size-Cadillacs. Stilistische Vorbilder waren die S-Klasse von Mercedes-Benz und der Rolls-Royce Silver Shadow. Der Seville ist betont glattflächig und eckig gestaltet und hat weniger Chromschmuck als die anderen Cadillac-Modelle. Nahezu kein Teil der sichtbaren Karosseriebleche ist mit anderen Cadillac- oder General-Motors-Modellen austauschbar. Eine Ausnahme galt in den ersten beiden Produktionsjahren für das Dach. Der vordere Teil des Daches entspricht dem der X-Body-Limousinen aus General Motors’ Mittelklasseprogramm; die Blechteile wurden mit den gleichen Pressen hergestellt. Im Bereich der C-Säule ist die Dachpartie des Seville dagegen eigenständig. Die Schweißnaht zwischen den beiden Dachteilen wurde durch einen Vinylbezug des gesamten Dachs kaschiert. Zum Modelljahr 1977 änderte sich der Produktionsprozess. Von nun an wurde das Dachteil in einem Stück gepresst. Damit entfiel die Schweißnaht. Daraufhin war es möglich, ein von den Kunden oft gewünschtes lackiertes Blechdach ohne Vinylbezug zu liefern.
Einige Designmerkmale des Seville wurden zu Trendsettern. Die glattflächige, schnörkellose Karosseriegestaltung wurde in den folgenden Jahren nicht nur von Cadillacs verkleinerter Full-Size-Reihe übernommen, sondern auch von anderen Herstellern wie beispielsweise Ford (Fairmont von 1977 und LTD von 1978). Das Arrangement der vorderen Leuchteneinheiten – zwei nebeneinander angeordnete rechteckige Scheinwerfer, darunter die Blinker- und Standlichteinheit – fand sich ab 1976 bei zahlreichen Modellen aller vier US-Autokonzerne.

### Motor und Kraftübertragung
Der Cadillac Seville war mit zwei verschiedenen Motoren erhältlich:
- Standardmotorisierung war während des gesamten Produktionszeitraums ein 350 cui (5735 cm³) großer Ottomotor mit acht Zylindern in V-Anordnung. Der Block wurde von der GM-Division Oldsmobile zugeliefert, Cadillac konstruierte aber einen eigenen Ansaugkrümmer. Eigenständig war auch die serienmäßige elektronisch gesteuerte Benzineinspritzung, die von Bendix entwickelt worden war. Die Motorleistung lag bis zum Modelljahr 1977 bei 180 SAE-PS und fiel wegen strenger gewordener Emissionsvorschriften in den letzten beiden Modelljahren auf 170 SAE-PS.
- Im Laufe des Modelljahrs 1978 führte Cadillac als aufpreispflichtige Sonderausstattung einen Achtzylinder-Dieselmotor ein, der ebenfalls von Oldsmobile produziert wurde. Der Hubraum des Motors entsprach exakt dem des Saugmotors. Die Höchstleistung lag bei lediglich 120 SAE-PS. Im Vergleich zum Ottomotor war der Kraftstoffverbrauch des Seville mit Dieselmotor deutlich geringer. Cadillac gab den Verbrauch mit 21 mpg (11,5 Liter auf 100 km) für den Stadtverkehr bzw. 30 mpg (7,5 Liter auf 100 km) für den Autobahnbetrieb an. Der Aufpreis für den Dieselmotor betrug 2.286 US-$.

Die Kraftübertragung auf die Hinterräder erfolgt serienmäßig durch ein automatisches Dreiganggetriebe (TH-400 Turbo-Hydramatic).

## Produktion und Preise
Der Cadillac Seville war – abgesehen von den langen Repräsentationslimousinen – Cadillacs teuerstes Serienmodell und übertraf den Fleetwood Eldorado noch einmal um etwa 2.000 US-$.
Die Autos wurden im Cadillac-Werk Clark Avenue West in Detroit gebaut. In annähernd fünf Jahren entstanden insgesamt 218.659 Sevilles. Mit einer Jahresproduktion zwischen 43.772 (1976) und 56.985 (1978) Fahrzeugen war der Seville das am schwächsten verbreitete Cadillac-Modell. Der jährliche Produktionsumfang lag annähernd auf dem Niveau des Coupés Fleetwood Eldorado. Die deutlich größeren Full-Size-Modelle DeVille und Fleetwood Brougham verkauften sich bis zu fünfmal besser, waren aber deutlich günstiger.
| Cadillac Seville | Cadillac Seville | Cadillac Seville | Cadillac Seville | Cadillac Seville | Cadillac Seville |
| Modelljahr       | 1975             | 1976             | 1977             | 1978             | 1979             |
| ---------------- | ---------------- | ---------------- | ---------------- | ---------------- | ---------------- |
| Grundpreis       | 12.479 US-$      | 12.479 US-$      | 13.359 US-$      | 14.710 US-$      | 14.710 US-$      |
| Produktion       | 16.355           | 43.772           | 45.060           | 56.985           | 53.487           |

## Sondermodelle
Im Laufe der Jahre entstanden neben der Basisversion einige Sondermodelle, die zu weit höheren Preisen verkauft wurden:

### SevilleElegante

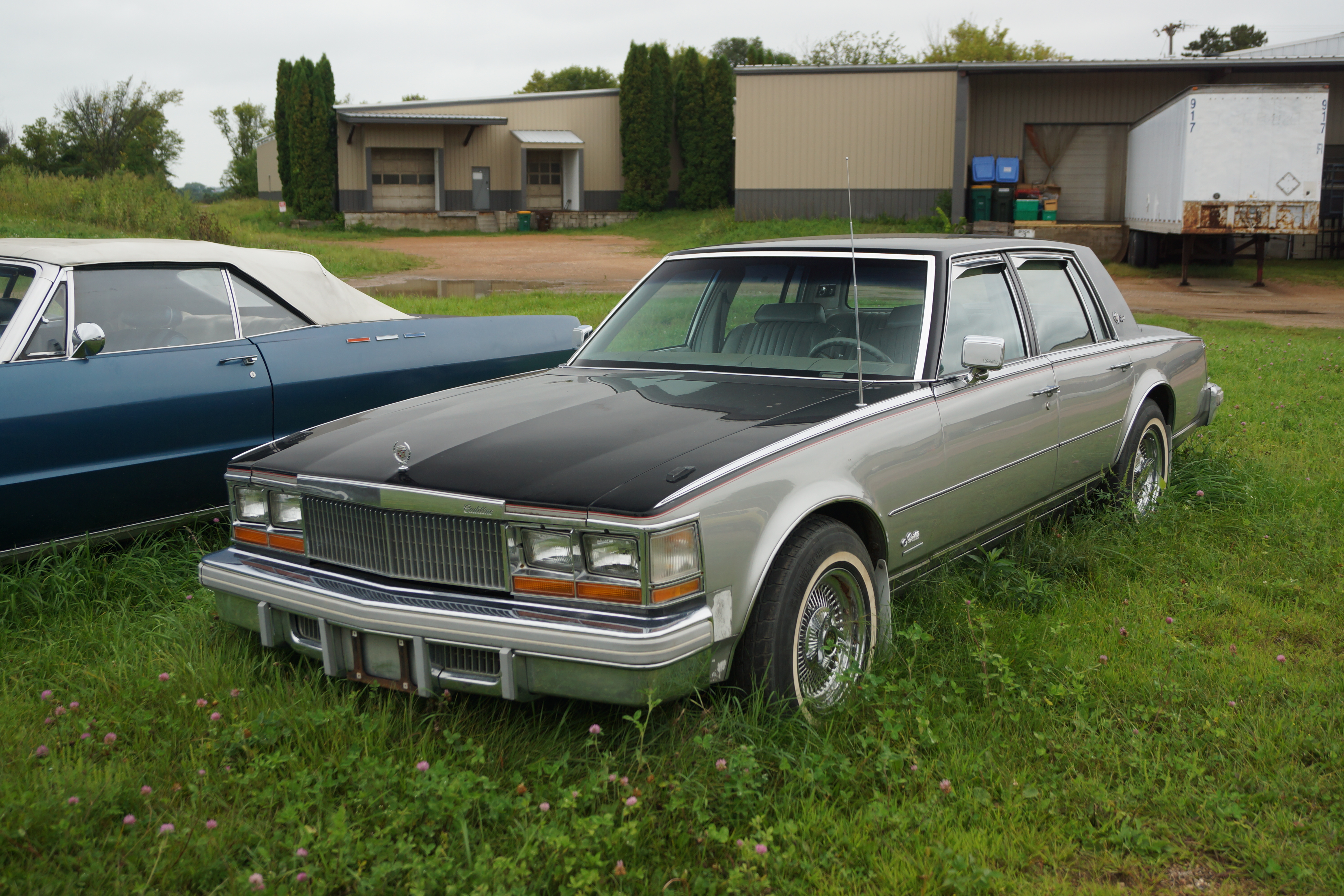
Cadillac Seville Elegante (1978)

1978 führte Cadillac den Seville Elegante als Gegenstück zum Coupé Fleetwood Eldorado Biarritz ein. Wie bei diesem Modell war die Serienausstattung besonders umfangreich. Das Dach des Elegante hatte keinen Vinylbezug. Der Wagen wurde serienmäßig mit einer Zweifarblackierung ausgeliefert, wobei nur zwei Kombinationen erhältlich waren (Schwarz/Grau oder Gold/Braun). Hinzu kamen Drahtspeichenräder. Im Innenraum gab es mit Leder bezogene Sitze, Armlehnen, Ablagefächer und Schreibtische.

### SevilleGucci
Im letzten Modelljahr bot Cadillac schließlich eine auf 300 Fahrzeuge beschränkte Gucci Edition mit einer speziellen Ausstattung an, die in Zusammenarbeit mit dem italienischen Modeunternehmen Gucci entwickelt worden war. Cadillac griff damit ein Konzept des Konkurrenten Lincoln auf, der seit einigen Jahren für seine Continental-Mark-IV- und Mark-V-Coupés Sonderserien mit Designerausstattungen von Bill Blass, Cartier, Givenchy und Pucci im Programm hatte. Gucci war nicht mit Lincoln verbunden; das Florentiner Unternehmen hatte seinen Namen zuletzt 1971 für den Hornet „Gucci“ von American Motors bereitgestellt.
Der Cadillac Seville Gucci war in den Farben Schwarz, Weiß und Braun erhältlich. Alle Gucci-Modelle haben eine farblich abgesetzte vinylbezogene C-Säule. Die ineinander verschlungenen Gucci-„G“s sind als Wappen auf beiden Seiten der C-Säule angebracht, außerdem auf den Felgen, an den vorderen Kotflügeln sowie als Kühlerfigur vorn an der Motorhaube. Am unteren Ende des Kofferraumdeckels verläuft ein grün-rot-grüner Streifen über die gesamte Wagenbreite. Im Innenraum sind der Dachhimmel, die Kopfstützen und die Armlehnen in Gucci-spezifischen Stoffen bezogen. Zum Lieferumfang gehörten auch Koffer und Reisetaschen von Gucci.
Die Seville Gucci basierten auf serienmäßigen Seville-Limousinen. Sie wurden nachträglich in Handarbeit von dem Spezialbetrieb International Automotive Design Inc. in Miami, Florida, umgerüstet. Der Verkaufspreis für einen Seville Gucci lag bei 23.000 $. Er war damit 9000 US-$ teurer als der Cadillac Seville in seiner Basisversion und noch 400 US-$ teurer als Cadillacs Repräsentationsfahrzeug Fleetwood Limousine.

## Umbauten unabhängiger Karosseriebauunternehmen
Einige unabhängige Karosseriebauunternehmen produzierten Sonderausführungen des Cadillac Seville.

### Grandeur

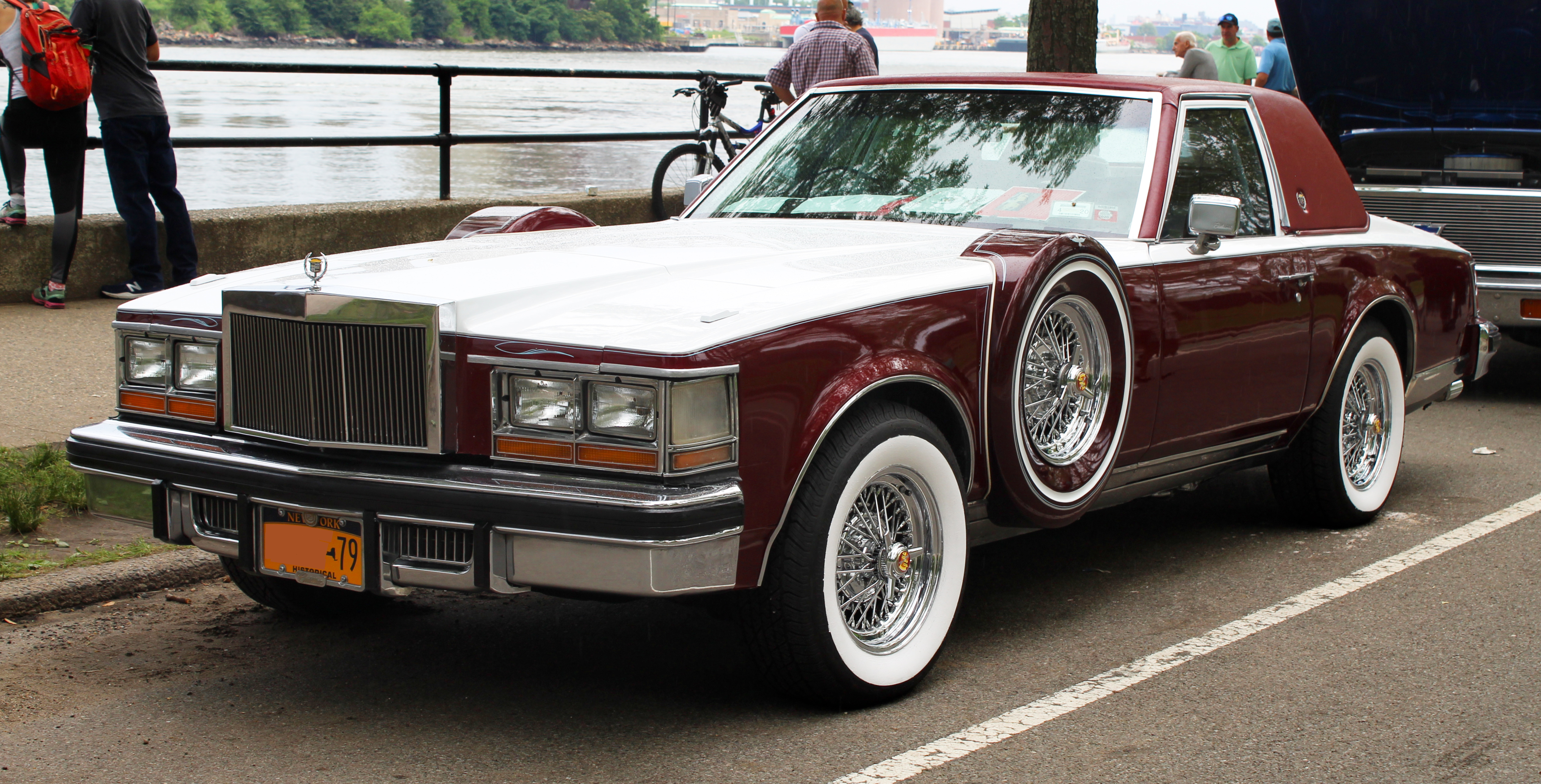
Grandeur Opera Coupé (1979)

Zu den bekanntesten Seville-Umbauten gehörten die Modelle von Grandeur aus Florida. Grandeur verlängerte die Sevilles zwischen der Vorderachse und der Fahrgastzelle. Im dadurch entstandenen Zwischenraum wurden auf beiden Seiten des Autos Reserveradattrappen installiert. Nach diesem Muster entstanden zwei verschiedene Typen. Das Grandeur Opera Coupé war ein zweitüriges, zweisitziges Auto. Bei ihm wurden Bodengruppe und Karosserie hinter den Vordertüren gleichsam abgeschnitten, sodass die vorderen Türen fast unmittelbar an den Radläufen der Hinterräder endeten. Weil das Ausmaß der vorderen Verlängerung dem der hinteren Verkürzung entspricht, sind die Dimensionen des Opera Coupé mit denen des serienmäßigen Seville gleich; eine Änderung der Antriebstechnik war nicht erforderlich. Der viertürige Grandeur Opera Sedan hingegen hat nur die Verlängerung im vorderen Wagenbereich einschließlich der Reserveradattrappen. Der hintere Teil entspricht dem Serien-Seville. Der Opera Sedan ist damit deutlich länger als der Serien-Seville.

### Coach Design San Remo
Die Coach Design Group aus Chatsworth, Kalifornien, baute einige fünfsitzige, zweitürige Stufenheckcoupés auf der Basis des Cadillac Seville, die als San Remo Coupés vermarktet wurden. Radstand, Technik und Karosserie blieben weitestgehend unverändert, lediglich die vorderen Türen wurden verlängert, während die hinteren Türen entfielen. Auf Wunsch wurden einige Autos mit waagerecht angeordneten Rückleuchten ausgestattet. Nach diesem Muster entstanden auch einige zweitürige Cabriolets mit vier Sitzen.

### Milan Coach Builders
Davon zu unterscheiden ist das zweisitzige Milan Coupé, das Milan Coach Builders von 1976 bis 1980 herstellte. Milan verkürzte den Radstand des Seville um 46 cm, sodass die hintere Sitzreihe entfiel. Die B-Säule war mit Vinyl bezogen. Um das Fahrverhalten des verkürzten Autos zu optimieren, installierte Milan über 200 kg Ballast im Heck des Coupés. Bis 1980 baute das Unternehmen etwa 500 Serien-Sevilles in Milan Coupés um. Außerdem sollen einige Bausätze entstanden sein.

## Konkurrenten auf dem heimischen Markt

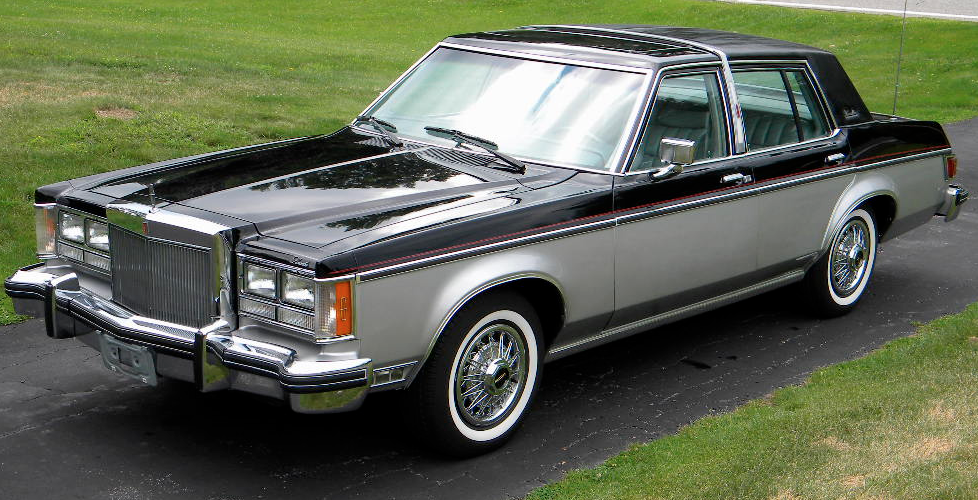
Vergleichbar konzipierter Konkurrent: Lincoln Versailles

Nachdem sich der Cadillac Seville erfolgreich auf dem US-Markt hatte einführen können, brachte Ford 1977 unter seiner Luxusmarke Lincoln einen ähnlich gestalteten Intermediate heraus, der als Lincoln Versailles verkauft wurde. Er war – wie der Seville – von einem Großserienmodell abgeleitet, hatte aber im Gegensatz zum Cadillac keine vollständig eigene Karosserie. Die wesentlichen Karosserieteile wie Türen, Kotflügel und Dachteile entsprachen denen des Ford Granada und seines Zwillings Mercury Monarch; lediglich die Front- und Heckpartien waren eigenständig. Die deutlich erkennbare formale Nähe zu dem sehr einfachen Basismodell stand dem Erfolg des Versailles entgegen. In vier Jahren baute Ford nur etwas mehr als 50.000 Versailles.
Chrysler, der kleinste der drei großen US-amerikanischen Autokonzerne, brachte 1977 den Chrysler LeBaron und dessen Zwillingsmodell Dodge Diplomat auf den Markt, die von der F-Plattform (Dodge Aspen und Plymouth Volaré) abgeleitet waren. Der LeBaron war ebenfalls gut ausgestattet, aber nicht so hochwertig wie der Seville und der Versailles; zudem war er deutlich günstiger als der Cadillac und der Lincoln. Daraus resultierte weit größere Verbreitung. Bis 1981 baute Chrysler mehr als 400.000 LeBarons.

## Cadillac Iran
Ab 1978 baute das Teheraner Unternehmen Iran General Motors (ab 1980: Pars Khodro) aus CKD-Bausätzen einen Wagen für den iranischen Markt zusammen. Das Auto hieß dort Cadillac Iran (nach anderer Quelle: Cadillac Civil). Es entsprach dem US-amerikanischen Original, war aber nicht mit der für die USA obligatorischen Abgasreinigung ausgestattet und hatte deshalb eine spürbar höhere Motorleistung. Produktionszeitraum und -umfang sind unklar. Einige Quellen gehen davon aus, dass die Fertigung des Cadillac 1980 endete, nachdem die Islamische Revolution zu einem Ende der Beziehungen zwischen dem Iran und den USA geführt hatte; andere Quellen sprechen von einer Produktion bis 1987, möglicherweise aus Bausätzen, die bis 1980 geliefert worden waren. Üblicherweise wird von der Fertigung von mehr als 2000 Sevilles ausgegangen; die Quellen variieren von 2200 bis 2653 Autos.

## Technische Daten
| Cadillac Seville                        | Cadillac Seville                                       | Cadillac Seville                                       |
|                                         | 5,7 Liter V8 (Ottomotor)                               | 5,7 Liter V8 (Dieselmotor)                             |
| --------------------------------------- | ------------------------------------------------------ | ------------------------------------------------------ |
| Bauzeit:                                | 1975–1979                                              | 1978–1979                                              |
| Motor:                                  | Achtzylinder V-Motor                                   | Achtzylinder V-Motor                                   |
| Hubraum:                                | 5735 cm³                                               | 5735 cm³                                               |
| Bohrung × Hub:                          | 103 × 86 mm                                            | 103 × 86 mm                                            |
| Leistung (SAE-PS):                      | 180 (1975–1977) 170 (1978–1979)                        | 127                                                    |
| Verdichtung:                            | 8,0 : 1                                                | 22,5 : 1                                               |
| Gemischaufbereitung:                    | Saugrohreinspritzung                                   | Diesel-Einspritzpumpe                                  |
| Ventilsteuerung:                        | OHV-Ventilsteuerung                                    | OHV-Ventilsteuerung                                    |
| Kühlung:                                | Wasserkühlung                                          | Wasserkühlung                                          |
| Getriebe:                               | Dreigangautomatik                                      | Dreigangautomatik                                      |
| Radaufhängung vorn:                     | Einzelradaufhängung Schraubenfedern                    | Einzelradaufhängung Schraubenfedern                    |
| Radaufhängung hinten:                   | Starrachse Blattfedern                                 | Starrachse Blattfedern                                 |
| Bremsen vorn:                           | Scheibenbremsen                                        | Scheibenbremsen                                        |
| Bremsen hinten:                         | Trommelbremsen (1975–1976) Scheibenbremsen (1977–1979) | Trommelbremsen (1975–1976) Scheibenbremsen (1977–1979) |
| Karosserie:                             | Stahl selbsttragend mit Hilfsrahmen                    | Stahl selbsttragend mit Hilfsrahmen                    |
| Radstand (mm):                          | 2905                                                   | 2905                                                   |
| Abmessungen (Länge × Breite × Höhe mm): | 5180 × 1825 × 1390                                     | 5180 × 1825 × 1390                                     |
| Leergewicht (kg):                       | 1896                                                   | 1935                                                   |
| Höchstgeschwindigkeit (km/h):           | 180                                                    | 155                                                    |